# オールナイトニッポン MUSIC10
『オールナイトニッポン MUSIC10』（オールナイトニッポン ミュージックテン）は、ニッポン放送で2015年9月28日から放送しているオールナイトニッポンブランドの音楽番組である。

## 概要
これまでの『オールナイトニッポンGOLD』の月曜日から木曜日の枠を引き継ぎ、いわゆる「ワイドFM」の本放送（ニッポン放送を含む3つの在京民放AM局の場合は、2015年12月7日に本放送開始）を視野に入れた新しいオールナイトニッポンブランドの音楽番組としてリニューアル。
この番組は『オールナイトニッポンGOLD』で見られた「大人のためのオールナイトニッポン」としてのトーク主体から刷新して、「大人の音楽」をテーマにした、音楽番組となっている。しかも、1960年代から1980年代においての「豊かで多様な」音楽と「ラジオの楽しさ」を知っている女性パーソナリティが登場する。
ニッポン放送のある編成担当者は「夜10時（22時）というと男性（リスナー）なら癒やされる恋に包まれたいなあ、いいバーのママに会いたいなあと思う時間帯。女性なら憧れであり、手本にしたいなあと思う（他のキャスターも含めて）女性にお声がけをして、快諾してもらった」と、パーソナリティの起用理由について述べている。
なお、番組タイトルの中にある『MUSIC10』は「夜の10時から素敵な音楽を10曲届ける」と意味合いが込められている。このため、パーソナリティーが自ら選曲した自身の楽曲や他のアーティストの曲を10曲（以上）送る内容で、いずれも、フルコーラスを基本に楽曲を放送することになっている。また、リスナーとパーソナリティとともに、メールによって交流を深めることになっている。
『オールナイトニッポンGOLD』の月曜日から木曜日の枠から続けてFM COCOLOにもネットされており、2019年9月30日まではFM52局が参加していたインターネットサイマル放送LISMOWAVE(リスモウェーブ)でも聴取可能だった。
2015年11月16日からCM入り、CM明けのジングルが一部変更された。
番組のホームページは オールナイトニッポンドットコム 側のサイトにあるが、メールアドレスは他の『オールナイトニッポン』レーベルのものとは異なり「10@1242.com」になっている。
また、番組へのリクエストはハガキやメールだけではなく、有楽町のニッポン放送本社社屋の正面玄関に設置のリクエストボックスでも受付を行っており、ここから投函されたメッセージは『玄関リクエスト』として紹介される。

## 放送時間
- 月曜 - 木曜 22:00 - 24:00（2019年4月29日[6] - ）

### 過去の放送時間
- 月曜 - 木曜 22:00 - 23:50（2015年9月28日 - 2019年4月25日[7]）

## 出演者

### レギュラーパーソナリティ
- 森山良子（月曜日・2020年2月12日・19日・26日[注釈 3][8]は鈴木の代わりで水曜を担当。3月4日は復帰した杏樹のパートナーとして出演。）
- 鈴木杏樹（火曜日・2020年2月5日から2月26日まで休演・2020年3月25日まで水曜担当[注釈 4]）
- 名取裕子（水曜日[注釈 5]）
- 森高千里（水曜日・2020年4月から毎月第2週のみ担当）
- 岸谷香（水曜日・2020年4月から毎月第4週のみ担当）
- 渡辺満里奈（木曜日・2018年1月4日[9] - ）

### 代演のパーソナリティ
- 矢野顕子（2016年8月15日・月曜日）
- 増山さやか（2017年9月14日／10月12日／11月30日／12月7日・木曜日／2018年12月24日・31日／2019年5月6日／2020年7月13日・月曜日・ニッポン放送アナウンサー）
- ひろたみゆ紀（2017年9月21日／11月9日／12月28日／2020年12月24日・木曜日／2019年4月30日／12月24日・31日・火曜日／2020年2月5日・水曜日・ニッポン放送アナウンサー）
- 箱崎みどり（2017年9月28日／11月16日・木曜日・ニッポン放送アナウンサー）
- 新保友映（2017年10月5日／11月23日・木曜日・当時ニッポン放送アナウンサー）
- 東島衣里（2017年10月26日／12月21日／2020年12月24日・木曜日／2020年9月28日・月曜日・ニッポン放送アナウンサー）
- 新行市佳（2017年11月2日・木曜日・ニッポン放送アナウンサー）
- 清水ミチコ（2018年8月13日・月曜日）
- 阿川佐和子（2019年8月12日・月曜日)
- 森山直太朗（2020年2月26日・水曜日[注釈 3][8]）
- 前島花音（2020年7月13日・月曜日・ニッポン放送アナウンサー）
- 熊谷実帆（2020年9月28日・月曜日・ニッポン放送アナウンサー）

### スペシャルパーソナリティー
- EPO（2015年12月31日・木曜日）
- 荻野目洋子（2017年12月14日・木曜日）
- 水曜日の担当が週替わりに変更された2020年4月以降、第5水曜日はスペシャルパーソナリティーが当番組を担当、または『オールナイトニッポンGOLD』が放送されている。
  - 2020年4月29日：第4週レギュラーの岸谷が出演
  - 2020年7月29日：ミッツ・マングローブ
  - 2022年8月31日：第1・3週レギュラーの名取が出演[注釈 6]
  - 2023年8月30日：第1・3週レギュラーの名取が出演
  - 2024年1月31日：第1・3週レギュラーの名取が出演
上記以外の第5水曜日は全て『オールナイトニッポンGOLD』を放送。

### 過去のレギュラーパーソナリティ
- 斉藤由貴（木曜日・2017年9月7日まで[注釈 7][10]）
- 松田聖子（火曜日・2018年3月まで、不定期の月1回放送だったが聴取率調査の週は必ず担当）[1]

### ニュース及び天気予報
- 桜林美佐（月曜日、 - 2018年7月30日）[11]
- 上村貢聖（同上、2021年3月29日 - [注釈 8]）
- 山本剛士（火曜日、 - 2020年9月ごろ[注釈 9]）
- 柿崎元子（同上、2021年3月30日 - [注釈 10]）
- 佐藤哲也（同上、2022年5月10日 - ※隔週で担当）
- 岡宏（水曜日、2021年4月7日 - [注釈 11]）
- 渡辺一宏（木曜日、 - 2022年6月30日）
- 遠藤竜也（同上、2022年7月7日 - ）

## テーマ曲
オープニング
- ホワイト・ シューズ & ザ・カップルズ・カンパニー「Selangkah Keseberang （feat. Fariz RM）」

エンディング
- スタッフ「This One's for You」

## スタッフ
- ディレクター：藤井正博（チーフ[12]）・宗岡芳樹（火曜松田回）・イナガキ（木曜）他
- 構成：藤井青銅（月曜・火曜松田回[13]）・ミズノ（木曜）他

## コーナー

### 現在のコーナー

#### 曜日別コーナー（22時台後半）
2024年1月 -
- 月曜：良子の音楽玉手箱

決まったテーマの元に1曲オンエアするコーナー。基本的には森山選曲だが、リクエストから選曲する場合もある。
第1期テーマ「コーラス」、第2期テーマ「デュエット」（ - 2016年4月25日）、第3期テーマ「作曲家」（紹介する人物は月替わり、2016年5月2日 - 9月26日）、第4期テーマ「学校で習ったポップス」（2016年10月3日 - ）。
- 火曜：こちら有楽町駅前郵便局

リスナーが鈴木に聞いてもらいたいことを往復はがきで投稿するコーナー（本コーナーではリクエストの受付は行っていない）。採用されたものについては放送後に鈴木が返信面に返事を書いて投函する。
なお、タイトルの「有楽町駅前郵便局」は実在しない。
- 水曜:（名取担当週）：有楽町・艶街ろまん

端唄・小唄・都々逸といった純邦楽から毎回1曲取り上げ、名取が歌詞の「なんちゃって解釈」を話してからオンエアするコーナー。
- （森高担当週）：あの街この街

毎回森高が1つの街を取り上げ語る。
- 木曜:カセットテープジョッキー・マリーナの夜
- 木曜:マリナのアイドルはモンスター

#### ニュース・天気予報（23時30分ごろ）
本編が事前収録の場合はカットされる。木曜日の天気予報のみジャズ調のBGMがある。

### 過去のコーナー

#### 大切なあなたへ（23時台）
2015年9月28日 - 2016年3月31日
「大切な人への想いを歌にのせて取次ぐ」というコンセプトの全曜日共通コーナー。採用者には森山セレクトのレターセットがプレゼントされていた。封書・ハガキのみでの受付だったが、「メールは打てるけど、手紙は書けません」「手紙で書けなくてごめんなさい」と記された難病患者からのメールを発見し、森山が2016年3月21日放送分で紹介したのをきっかけに見直すこととなり「歌の伝言板」へとリニューアルした。

#### 歌の伝言板（23時台）
2016年4月4日 - 2019年10月3日
「大切なあなたへ」コーナーの「大切な人への想いを歌にのせて取次ぐ」というコンセプトを引き継ぎ、封書・ハガキに加えてメールでの受付も可能としたコーナー。採用者にはモバイルチャージャー（ニッポン放送のノベルティグッズ）がプレゼントされた。

#### ちいさな感動日記（23時台）
2019年10月28日 - 2021年3月31日
毎日の暮らしの中で見つけた、感じたささやかな感動の瞬間を日記形式で募集、紹介。
「ちいさな感動日記」で紹介された方は、番組オリジナルの「ちいさな感動日記帳」をプレゼントしていた。

#### 選曲当番（23時台）
第1期：2016年2月29日 - 5月12日、第2期：2016年7月4日 - （不定期実施）
「当番」となったパーソナリティが選んだ曲を次週の同じ曜日まで毎晩（計5回）放送し、他曜日のパーソナリティやリスナーからも感想を募るコーナー。第1期は自由に選曲していたが2巡し終わったところで「お休み」、休止期間を経た後に再開した第2期はテーマに沿って各自が選曲というスタイルに変わった。
| 放送期間          | 当番 | 選曲                                         |
| ----------------- | ---- | -------------------------------------------- |
| 2月29日 - 3月07日 | 森山 | NakamuraEmi「YAMABIKO」                      |
| 3月08日 - 3月15日 | 名取 | 黒木渚「虎視眈々と淡々と」                   |
| 3月16日 - 3月23日 | 鈴木 | 藤原道山 「アメイジング・グレイス」          |
| 3月24日 - 3月31日 | 斉藤 | 谷山浩子「そっくり人形展覧会」               |
| 4月04日 - 4月11日 | 森山 | ムーンライダーズ 「6つの来し方行く末」       |
| 4月12日 - 4月19日 | 名取 | LE VELVETS 「EXILE〜ダッタン人の踊り」       |
| 4月19日 - 4月26日 | 松田 | チャカ・カーン 「Through the fire」          |
| 4月27日 - 5月04日 | 鈴木 | SENRI OE featuring MAMIKO TAIRA 「KUMAMOTO」 |
| 5月05日 - 5月12日 | 斉藤 | 大貫妙子「突然の贈りもの」                   |

| テーマ         | 放送期間          | 当番 | 選曲                                                   |
| -------------- | ----------------- | ---- | ------------------------------------------------------ |
| 「夏といえば」 | 7月04日 - 7月11日 | 森山 | 加山雄三「お嫁においで」                               |
| 「夏といえば」 | 7月12日 - 7月19日 | 名取 | 由紀さおり＆ピンク・マルティーニ「真夜中のボサ・ノバ」 |
| 「夏といえば」 | 7月19日 - 7月26日 | 松田 | The Beach Boys「Kokomo」                               |
| 「夏といえば」 | 7月27日 - 8月03日 | 鈴木 | DANIEL HO「ALOHA 'OE」                                 |
| 「夏といえば」 | 8月04日 - 8月11日 | 斉藤 | サザンオールスターズ「鎌倉物語」                       |
| 「夏といえば」 | 8月15日 - 8月18日 | 矢野 | 矢野顕子「行け柳田」                                   |

#### 曜日別コーナー（22時台後半）
- 木曜：楽譜のなかの言葉たち

毎回1つのテーマを元に「言葉」に注目していく、斉藤由貴時代のコーナー。テーマに沿った歌詞が含まれる数曲について触れたり文章の朗読をした後、テーマに沿って1曲オンエアしていた。
- 火曜：聖子の月イチ チェック！

当初は「1ヶ月（前回出演から今回出演まで）の間の事をチェックしていく」という触れ込みであったが、スタッフが作成した「テーマ固定のクイズ」に松田が答えるパターンがメインとなっていた。
- 火曜[注釈 16]：アンジュの窓

「1人の女性が小さなハッピーを探す」をテーマとしたモノローグなプチラジオドラマ。途中で「聞きたくなった曲」等と称して1曲オンエアする。
- 木曜：渡辺満里奈・星空のエスプリ

毎週1つのテーマを元に渡辺がトークをし、テーマにちなんだ1曲をオンエアする。
- 木曜：渡辺満里奈・楽譜の中のパティオ

- 木曜：アイドルソングリクエスト

## ミニ番組
2019年4月25日まで当番組の終了後、23:50から放送されていた10分番組。ニッポン放送ウェブサイト内番組表では別番組扱いとされていたが、新聞番組表やネット局関係の番組表では包括扱いとされている事も多かった。東北放送は「スポーツ伝説」放送のため、北陸放送は2018年4月から曜日別の10分番組およびローカル番組「音どけ!」を放送するため非ネット。
「中村雅俊 出逢いに感謝」終了後もこの2局は当該編成を継続するため、MUSIC10本編は途中飛び降りとなっていたが、北陸放送は2020年9月28日、東北放送は2025年4月1日からMUSIC10本編のフルネットに移行している。

### オールナイトニッポン MUSIC10 吉田尚記 dスタジオ supported by docomo
2015年9月28日 - 2016年3月31日
『オールナイトニッポンGOLD』時代の2015年5月4日から「オールナイトニッポンGOLD 吉田尚記 dスタジオ supported by docomo」として開始した番組をレーベル名のみ改題して継続。ニコニコ生放送「吉田尚記 dスタジオ」のダイジェストやスポンサー・NTTドコモの提供サービスを紹介していた。2016年4月から「ミュ〜コミ+プラス」内「サポーターズプラス」月曜枠へと企画移行。

### オールナイトニッポン MUSIC10 中村雅俊 出逢いに感謝
2016年4月4日 - 2019年4月25日
「出逢い」「音楽」を主なテーマに「中村雅俊が自身の音楽活動関連を語る模様」「中村が週ごとのゲストとトークを行う模様」「お便りに答える模様」をそれぞれ1週間にわたり放送（どれかのパターンを数週間続ける場合あり）。ニッポン放送のみ、中村がCM出演している東建コーポレーションがスポンサーとなっており、開始前と終了後にCMが流されていた。テーマBGMは東建コーポレーションのCM曲となっていた自身の楽曲「はじめての空」→「ならば風と行け」→「どこへ時が流れても」→「だろう!!」 。

## ネット局
| 放送対象地域  | 放送局                     | 放送時間             | 放送時間             | 備考                                         | ネット開始年月 |
|               |                            | 月曜                 | 火曜 - 木曜          |                                              |                |
| ------------- | -------------------------- | -------------------- | -------------------- | -------------------------------------------- | -------------- |
| 関東広域圏    | ニッポン放送               | 22:00 - 24:00(120分) | 22:00 - 24:00(120分) | 【制作局】                                   | 2015年09月28日 |
| 北海道        | STVラジオ                  | 22:00 - 24:00(120分) | 22:00 - 24:00(120分) |                                              | 2015年09月28日 |
| 青森県        | 青森放送                   | 22:00 - 24:00(120分) | 22:00 - 24:00(120分) |                                              | 2015年09月28日 |
| 岩手県        | IBC岩手放送                | 22:00 - 24:00(120分) | 22:00 - 24:00(120分) |                                              | 2015年09月28日 |
| 宮城県        | 東北放送                   | -                    | 22:00 - 24:00(120分) | 月曜のみ自社制作番組放送のため、ネットせず。 | 2015年09月29日 |
| 山形県        | 山形放送                   | 22:00 - 24:00(120分) | 22:00 - 24:00(120分) |                                              | 2015年09月28日 |
| 長野県        | 信越放送                   | 22:00 - 24:00(120分) | 22:00 - 24:00(120分) |                                              | 2015年09月28日 |
| 山梨県        | 山梨放送                   | 22:00 - 24:00(120分) | 22:00 - 24:00(120分) |                                              | 2015年09月28日 |
| 石川県        | 北陸放送                   | 22:00 - 24:00(120分) | 22:00 - 24:00(120分) | [ 注釈 21 ]                                  | 2015年09月28日 |
| 福井県        | 福井放送                   | 22:00 - 24:00(120分) | 22:00 - 24:00(120分) |                                              | 2015年09月28日 |
| 中京広域圏    | 東海ラジオ                 | 22:00 - 24:00(120分) | 22:00 - 24:00(120分) |                                              | 2015年09月28日 |
| [ 注釈 22 ]   | FM COCOLO                  | 22:00 - 24:00(120分) | 22:00 - 24:00(120分) | FM局で唯一ネット。                           | 2015年09月28日 |
| 和歌山県      | 和歌山放送                 | 22:00 - 24:00(120分) | 22:00 - 24:00(120分) |                                              | 2015年09月28日 |
| 岡山県        | RSK山陽放送                | 22:00 - 24:00(120分) | 22:00 - 24:00(120分) |                                              | 2015年09月28日 |
| 山口県        | 山口放送                   | 22:00 - 24:00(120分) | 22:00 - 24:00(120分) |                                              | 2015年09月28日 |
| 福岡県        | 九州朝日放送               | 22:00 - 24:00(120分) | 22:00 - 24:00(120分) |                                              | 2015年09月28日 |
| 長崎県 佐賀県 | 長崎放送 （NBCラジオ佐賀） | 22:00 - 24:00(120分) | 22:00 - 24:00(120分) | [ 注釈 24 ]                                  | 2015年09月28日 |
| 大分県        | 大分放送                   | 22:00 - 24:00(120分) | 22:00 - 24:00(120分) |                                              | 2015年09月28日 |
| 宮崎県        | 宮崎放送                   | 22:00 - 24:00(120分) | 22:00 - 24:00(120分) |                                              | 2015年09月28日 |

- 過去のネット局
  - 茨城放送（2015年9月28日 - 2021年3月25日[注釈 25]）

## 特別編成・休止

### 2015年
- 12月24日（木曜日） - 「V6のラジオ・チャリティ・ミュージックソンスペシャル（パーソナリティ：V6）」[注釈 26]
- 12月31日（木曜日） - 「年越しを遊ぼう！VVカウントダウンフェスティバル・イン・下北沢（パーソナリティ：ダーリンハニー長嶋トモヒコ、ニッポン放送のみ）」[注釈 27]

### 2016年
- 4月14日（木曜日） - 平成28年熊本地震発生に伴い、それに関連するニュースを随時挿入しながら放送した[16]。
- 11月2日（水曜日） - 「松任谷由実のオールナイトニッポンGOLD〜宇宙図書館スペシャル〜」

### 2017年
- 1月2日（月曜日・祝日） - 「AKB48 Team8のオールナイトニッポンGOLD〜第2回『AKB48の野望スペシャル』（予選）〜（パーソナリティ：AKB48 Team8（坂口渚沙、谷川聖、本田仁美（東日本代表）、山田菜々美、下尾みう、倉野尾成美、下青木香鈴（西日本代表））」
- 1月3日（火曜日） - 「テリー伊藤のオールナイトニッポンGOLD〜男と女、2017夢物語〜」（ゲスト：新内眞衣（乃木坂46））
- 10月26日（木曜日） - 「吉田尚記のコミパラ!with 里崎智也 秋の夜長のマンガスペシャル」（ニッポン放送のみ）[注釈 28]
- 11月23日（木曜日・祝日） - 「ラジオスターがお悩みに回答! 10代限定相談室」の放送のため、ニッポン放送は23:00からの飛び乗り放送となった。

### 2018年
- 1月22日（月曜日） - 関東圏の大雪に関連するニュースを随時挿入しながら放送した[17]。
- 3月8日（木曜日） - 「X21のオールナイトニッポンGOLD」
- 4月30日（月曜日） - 「ニッポン放送ホリデースペシャル in ラジオパーク」が15:00-16:00に放送。
- 11月8日（木曜日） - 「坂崎幸之助のオールナイトニッポンGOLDスペシャル 〜THE BEATLES WHITE ALBUMの秘密（パーソナリティ：坂崎幸之助）」
- 12月24日（月曜日） - 「Kis-My-Ft2のラジオ・チャリティ・ミュージックソン」（パーソナリティ：Kis-My-Ft2）[注釈 29]
- 12月31日（月曜日） - 「ゆく桃くる桃・第2回ももいろ歌合戦」（ニッポン放送とSTVラジオのみ）[注釈 30]

### 2019年
- 3月21日（木曜日） - 「DREAMS COME TRUEのオールナイトニッポンGOLD」
- 4月15日（月曜日） - 「Kis-My-Ft2のオールナイトニッポンGOLD」[注釈 31]
- 4月30日（火曜日） - 「改元スペシャル　サンキュー平成！バンザイ令和！」（22:00 - 25:00 ニッポン放送と一部ネット局のみ[注釈 32]）
- 5月6日（月曜日） - 「今日は一日“民放ラジオ番組”三昧 〜#このラジオがヤバい〜」（一部のネット局は増山さやかが担当で通常放送）
- 6月10 - 13日 - 「4夜連続！吉田拓郎 ラジオでナイト 〜ディレクターズカット〜 総集編スペシャル」（ニッポン放送のみ）
- 10月8日（火曜日） - 「吉永小百合とムロツヨシのオールナイトニッポンGOLD 映画「最高の人生の見つけ方」スペシャル」[18]
- 12月9日（月曜日） - 「中山美穂のオールナイトニッポンGOLD」
- 12月24日（火曜日） - 「Kis-My-Ft2のラジオ・チャリティ・ミュージックソン」（パーソナリティ：Kis-My-Ft2）[注釈 33]
- 12月30日（月曜日） - 「ニッポン放送開局65周年記念番組 小林克也のオールナイトニッポンGOLD」
- 12月31日（火曜日） - 「ももいろクローバーZ 第3回ももいろ歌合戦〜ラジオで生中継！」（21:00 - 23:45）・「三四郎のオールナイトニッポン 年越し初笑いSP 2019→2020」（23:45 - 翌5:00）（ニッポン放送のみ）[注釈 34]

### 2020年
- 1月1日（水曜日） - ニッポン放送：「笑う音のHit Stage Super Neo 寄席 RADIO『wTHE ◎笑◎ス◎テ◎?wW』（パーソナリティ：イワイガワ、ですよ。他、22:00 - 23:00）」、「カクバリズムの新年会（23:00 - 24:00）」・ニッポン放送以外のネット局：「オールナイトニッポンGOLD ミュージックスペシャル（パーソナリティ：田中涼星）」
- 1月2日（木曜日） - 「田中将大のオールナイトニッポンNY」
- 1月15日（水曜日） - 「平原綾香のオールナイトニッポンGOLD」
- 2月20日（木曜日） - 「上沼恵美子のオールナイトニッポンGOLD」
- 6月11日（木曜日） - 報道特別番組「横田滋さんを偲んで～『ただいま』を聞くまで…。　母・横田早紀江の祈り」の放送のため、ニッポン放送のみ23:10からの短縮放送[19]。
- 7月13日（月曜日）- ニッポン放送：ニッポン放送開局65周年記念特別番組「倉本聰・古木巡礼〜森のささやきが聞こえますか」[20][注釈 35]・ニッポン放送以外のネット局：「母と娘のオールナイトニッポンMUSIC10（パーソナリティ：増山さやか、前島花音）」[21]。
- 7月28日（火曜日）- 「長澤まさみのオールナイトニッポンGOLD〜映画「コンフィデンスマンJP プリンセス編」スペシャル〜」（ゲスト：関水渚・小笹大輔（Official髭男dism）・松浦匡希（Official髭男dism）、コメント出演：東出昌大・小日向文世・小手伸也）[22]
- 9月17日（木曜日）- 「氣志團 綾小路セロニアス翔のオールナイトニッポンGOLD」（ゲスト：森山直太朗）[23]
- 9月28日（月曜日）- 「ニッポン放送ショウアップナイタースペシャル eベースボール・プロリーグ eオールスター2020」（ニッポン放送のみ）[注釈 36]
- 9月30日（水曜日）- 「松田聖子のオールナイトニッポンGOLD」（アシスタント：垣花正）[24]
- 11月23日（月曜日）- 「MISIAのオールナイトニッポンGOLD」[注釈 37]
- 12月3日（木曜日）- 「佐藤浩市のオールナイトニッポンGOLD〜映画「サイレント・トーキョー」スペシャル〜」（アシスタント：イワイガワ 、ゲスト：中村倫也・広瀬アリス・井之脇海・勝地涼）[26]
- 12月14 - 17日 - 「ラジオドラマ ブッダのように私は死んだ（22:30 - 22:45）」[27]
- 12月24日（木曜日） - 「第46回 ラジオ・チャリティ・ミュージックソン」（パーソナリティ：Kis-My-Ft2、SixTONES）[28][29][注釈 39]
- 12月28日（月曜日）- 「ミッツ・マングローブのオールナイトニッポンGOLD」[30]
- 12月29日（火曜日）- 「ももいろクローバーZのオールナイトニッポンGOLD」[31]
- 12月30日（水曜日）-「大久保佳代子のオールナイトニッポンGOLD」[32]
- 12月31日（木曜日） - 「ももいろクローバーZ 第4回 ももいろ歌合戦 ラジオ生中継」（22:00 - 23:50）・「三四郎のオールナイトニッポン 年越し初笑いSP 2020→2021」（23:50 - 翌5:00）[注釈 41]

### 2021年
- 3月8日（月曜日） - 「ファーストVOICE〜あなたの声を聴かせてください〜」（パーソナリティ：ファーストサマーウイカ）[33]
- 3月9日（火曜日） - 「オールナイトニッポンGOLD feat. YAMANO BIG BAND JAZZ CONTEST」（パーソナリティ：国府弘子）
- 3月11日（木曜日） - 「オールナイトニッポンGOLD〜東日本大震災から10年を迎えて〜」（パーソナリティ：上柳昌彦）[34]
- 3月31日（水曜日）- 「西野七瀬のオールナイトニッポンGOLD」（ゲスト：ランジャタイ・ジェラードン）[35]
- 6月17日（木曜日）- 「鬼滅の刃のオールナイトニッポンGOLD」（パーソナリティ：花江夏樹・下野紘）[36]
- 6月28日（月曜日）- 「山田孝之のオールナイトニッポンGOLD」（パーソナリティ：山田孝之）[37]
- 6月30日（水曜日）- 「三浦崇宏のオールナイトニッポンGOLD」（パーソナリティ：三浦崇宏）
- 8月19日（木曜日）- 「本仮屋ユイカのオールナイトニッポンGOLD」（パーソナリティ：本仮屋ユイカ）
- 8月23 - 26日 - 『稲村ジェーン2021〜それぞれの夏〜』放送のため、ニッポン放送のみ23:50飛び降り。末尾の10分間は裏送り。
- 9月13日（月曜日）- 「ショウアップナイタースペシャル ありがとう『ミスター・ショウアップナイター』深澤弘さんを偲んで」放送のためニッポン放送のみ23:00からの放送[38]。
- 9月29日（水曜日）- 「IMYのオールナイトニッポンGOLD」（パーソナリティ：山崎育三郎・尾上松也・城田優）
- 10月5日（火曜日）- 「オールナイトニッポンGOLD〜『宇宙戦艦ヤマト2205』新たなる旅立ちSP〜」（パーソナリティ：吉田尚記・中村繪里子）
- 10月7日（木曜日）-　番組放送中の22:41頃に千葉県北西部を震源とする最大震度5強の地震発生に伴い、随時関連ニュースを挿入しながら放送した[39]。
- 11月25日（木曜日）- 「前澤友作のオールナイトニッポンGOLD」（パーソナリティ：前澤友作）
- 12月27日（月曜日）- 「オールナイトニッポンGOLD〜劇場版 呪術廻戦0 SP〜」
- 12月28日（火曜日）- 「劇団ひとりと鈴木保奈美のオールナイトニッポンGOLD〜浅草キッドスペシャル〜」（パーソナリティ：劇団ひとり・鈴木保奈美）-
- 12月29日（水曜日）- 「ラブライブ!シリーズのオールナイトニッポンGOLD」（パーソナリティ：降幡愛）[注釈 42]
- 12月30日（木曜日）- 「田中将大のオールナイトニッポンGOLD」（パーソナリティ：田中将大）

### 2022年
- 3月8日（火曜日） - 「ファーストSTEP in 国際女性デー」（パーソナリティ：ファーストサマーウイカ）
- 3月17日（木曜日） - 「オールナイトニッポンGOLD feat. YAMANO BIG BAND JAZZ CONTEST」（パーソナリティ：国府弘子）
- 3月21日（月曜日） - 「オールナイトニッポンGOLD〜NIAGARA TRIANGLE Vol.2 40周年スペシャル〜」（パーソナリティ：上柳昌彦）
- 3月30日（水曜日） - 「Sexy Zone 中島健人のオールナイトニッポンGOLD〜「桜のような僕の恋人」スペシャル〜」（パーソナリティ：Sexy Zone 中島健人）
- 6月21日（火曜日） - 「山下達郎のオールナイトニッポンGOLD」（パーソナリティ：山下達郎）
- 6月29日（水曜日） - 「ムロツヨシのオールナイトニッポンGOLD」（パーソナリティ：ムロツヨシ）
- 8月3日（水曜日） - 「氣志團 綾小路セロニアス翔のオールナイトニッポンGOLD」
- 8月4日（木曜日） - 「TUBE 前田亘輝のオールナイトニッポンGOLD」
- 8月25日（木曜日） - 「加山雄三のオールナイトニッポンGOLD」
- 9月5日（月曜日） - 「石川さゆりのオールナイトニッポンGOLD」
- 9月6日（火曜日） - 「斎藤工と宮沢氷魚のオールナイトニッポンGOLD」
- 11月17日（木曜日） - 「オールナイトニッポンGOLD〜『ポケットモンスター スカーレット・バイオレット』SP〜」（パーソナリティ：松丸亮吾）
- 11月30日（水曜日） - 「山内惠介のオールナイトニッポンGOLD」

### 2023年
- 1月5日（木曜日） - 「ダウ90000 蓮見翔のオールナイトニッポンGOLD」
- 3月8日（水曜日） - 「国際女性デースペシャル 『My Stage』〜これからの人生に向けたエール〜」（パーソナリティ：新内眞衣）
- 3月29日（水曜日） - 「FUNKY MONKEY BABYSのオールナイトニッポンGOLD」
- 5月31日（水曜日） - 「亀田誠治のオールナイトニッポンGOLD〜日比谷音楽祭スペシャル〜」
- 8月10日（木曜日） - 「男闘呼組のオールナイトニッポンGOLD」
- 9月5日（火曜日） - 「石川佳純のオールナイトニッポンGOLD」
- 11月29日（水曜日） - 「JUJUのオールナイトニッポンGOLD」

### 2024年
- 1月1日（月曜日） - 能登半島地震発生に伴い、それに関連するニュースを随時挿入しながら放送[40]。
- 1月29日（月曜日）・30日（火曜日） - NHKラジオにて放送されている『ラジオ深夜便』とのコラボレーションを行い、22時台にニッポン放送のスタジオに同番組のアンカー[注釈 43]がゲスト出演し、同番組の放送が開始する23時台にはニッポン放送のスタジオとNHKのスタジオとの同時生放送を実施する[注釈 44]。なお、番組終了後の翌0時台には本番組のパーソナリティがNHKのスタジオに出演する[41][42]。
- 3月28日（木曜日）- 麦わらの一味のオールナイトニッポンGOLD〜アニメ『ONE PIECE』放送25周年SP〜
- 4月17日（水曜日）-　番組放送中に愛媛・高知で震度6弱の地震が発生したため、随時関連ニュースを挿入しながら放送[43]。
- 5月29日（水曜日） - 「TUBE 前田亘輝のオールナイトニッポンGOLD」
- 7月17日（水曜日） - 23時台はニッポン放送開局70周年記念「ナインティナインのオールナイトニッポンミュージック」の放送のためニッポン放送のみ23:00まで。23:00以降はニッポン放送以外のネット局へ裏送りで放送。
- 7月31日（水曜日）- 「ピエール瀧と大根仁のオールナイトニッポンGOLD」
- 8月5日（月曜日）- 「坂崎幸之助と吉田拓郎のオールナイトニッポンGOLD」
- 8月12日（月曜日）- 「Rockon Social ClubのオールナイトニッポンGOLD」
- 10月30日（水曜日）- 「山崎貴のオールナイトニッポンGOLD ～ゴジラ｜ニッポン放送70周年スペシャル～」
- 12月19日（木曜日）- 「&TEAMのオールナイトニッポンGOLD」
- 12月24日（火曜日）- 「第50回 ラジオ・チャリティ・ミュージックソン」[注釈 45]
- 12月31日（火曜日）- 「オールナイトニッポン MUSIC10 昭和100年スペシャル」（22:00 - 翌0:58）[注釈 46]

### 2025年
- 1月29日（水曜日） - 「堺正章&Rockon Social ClubのオールナイトニッポンGOLD」
- 2月3日（月曜日） - 6日（木曜日） - ニッポン放送開局70周年及びNHKラジオ放送開始100周年を記念して、前年に引き続き『ラジオ深夜便』とのコラボレーションを行う[44]。
- 2月24日（月曜日） - 「山本彩のオールナイトニッポンGOLD～ZARD35周年スペシャル～」
- 3月25日（火曜日） - 「広瀬アリスのオールナイトニッポンGOLD」
- 4月30日（水曜日） - 「半田健人のオールナイトニッポンGOLD～昭和の歌よ、ありがとう～」
- 6月3日（火曜日） - 特別番組「ニッポン放送ショウアップナイタースペシャル ありがとう長嶋茂雄さん」[45]の放送のため、ニッポン放送以外のネット局へ裏送りで放送[46]。
- 6月30日（月曜日） - 特別番組「時代劇専門チャンネル presents ラジオドラマ『鬼平犯科帳 本所・桜屋敷』」（22:00 - 23:00）・「吉崎典子 物見遊山てんこ盛り！〜エネルギッシュな若獅子！華麗なる二刀流・尾上右近の花道〜」（23:00 - 0:00）の放送のため、ニッポン放送以外のネット局へ裏送りで放送[注釈 47]。
- 7月30日（水曜日） - 「柴咲コウのオールナイトニッポンGOLD〜サステナビューティーRADIO〜」

## 派生番組「JA共済プレゼンツ 歌の伝言板」
2016年9月末から2019年3月まで、「MUSIC10」をネットしていない局向けに、ニッポン放送からの裏送りで制作されていた、週1回の10分番組。前述の「歌の伝言板」のコーナーの地方局向けバージョンであり、本番組のネットスポンサーの一社でもある全国共済農業協同組合連合会（JA共済）の一社提供番組として放送されていた。パーソナリティはニッポン放送の東島衣里が担当。
「JA共済プレゼンツ 歌の伝言板」のネット局は以下の通り。放送の早い順から記載する。なお、同一エリアにNRN加盟局が1局しかない地域のうち、香川県の西日本放送は「MUSIC10」本編ならびに「JA共済プレゼンツ 歌の伝言板」のどちらも一貫してネットしていない。
| 放送対象地域  | 放送局     | 放送時間           | 放送年月                      | 備考 |
| ------------- | ---------- | ------------------ | ----------------------------- | --- |
| 富山県        | 北日本放送 | 月曜 18:15 - 18:25 | 2016年9月26日 - 2019年3月25日 | 放送開始から2018年3月までは月曜 20:50 - 21:00                                                                                      |
| 徳島県        | 四国放送   | 月曜 18:20 - 18:30 | 2016年9月30日 - 2019年3月25日 | 放送開始から2017年3月までは金曜 21:50 - 22:00                                                                                      |
| 高知県        | 高知放送   | 月曜 18:20 - 18:30 | 2016年9月30日 - 2019年3月25日 | 放送開始から2017年3月までは金曜 18:20 - 18:30                                                                                      |
| 鳥取県 島根県 | 山陰放送   | 月曜 18:35 - 18:45 | 2016年9月26日 - 2019年3月25日 | 放送開始から2017年9月までは月曜 18:30 - 18:40 2017年10月から2018年3月までは現行時間と同一 2018年4月から9月までは月曜 18:20 - 18:30 |
| 鹿児島県      | 南日本放送 | 月曜 21:40 - 21:50 | 2016年9月26日 - 2019年3月25日 | |
| 秋田県        | 秋田放送   | 月曜 21:50 - 22:00 | 2016年9月29日 - 2019年3月25日 | 放送開始から2017年3月までは木曜 18:20 - 18:30                                                                                      |
| 静岡県        | 静岡放送   | 月曜 21:50 - 22:00 | 2016年9月30日 - 2019年3月25日 | 放送開始から2017年9月までは金曜 21:50 - 22:00                                                                                      |
| 沖縄県        | ラジオ沖縄 | 火曜 21:50 - 22:00 | 2016年9月27日 - 2019年3月26日 | |
| 熊本県        | 熊本放送   | 金曜 18:20 - 18:30 | 2016年9月29日 - 2019年3月29日 | 放送開始から2018年3月までは木曜 18:30 - 18:40                                                                                      |
| 福島県        | ラジオ福島 | 日曜 18:20 - 18:30 | 2016年10月2日 - 2019年3月31日 | 放送開始から2017年3月までは「FORZA FUKUSHIMA!!」に内包                                                                             |
| 京都府        | KBS京都    | 日曜 20:20 - 20:30 | 2016年10月2日 - 2019年3月31日 | |
| 愛媛県        | 南海放送   | 日曜 21:00 - 21:10 | 2016年10月2日 - 2019年3月31日 | 放送開始から2019年1月までは「らくさぶろうのココシミにちようび」に内包                                                              |
| 新潟県        | 新潟放送   | 日曜 21:45 - 21:55 | 2016年10月2日 - 2019年3月31日 | 選挙特番放送時は18:45 - 18:55に移動                                                                                                |
| 広島県        | 中国放送   | 日曜 22:45 - 22:55 | 2016年10月2日 - 2019年3月31日 | 放送開始から2017年3月までは日曜 21:45 - 21:55                                                                                      |

## イベント
2023年4月23日（日曜日）に日比谷野外音楽堂にて初の番組イベント『祝・日比谷野音100周年「オールナイトニッポン MUSIC10 Sunset Party」』が開催された。MUSIC10のレギュラーパーソナリティを担当していた森山良子、鈴木杏樹、名取裕子、森高千里、岸谷香、渡辺満里奈の全6名が出演した。